# Sarstedt
Sarstedt település Németországban, azon belül Alsó-Szászország tartományban. Lakosainak száma 19 896 fő (2023. december 31.). Sarstedt Laatzen, Pattensen, Nordstemmen, Giesen, Harsum és Algermissen községekkel határos.

## Népesség
A település népességének változása:
| Lakosok száma | 19 261 | 19 262 | 19 359 | 19 423 | 19 735 | 19 896 |
|               | 2016   | 2017   | 2019   | 2021   | 2022   | 2023   |